# L'Île-Bouchard

L'Île-Bouchard este o comună în departamentul Indre-et-Loire, Franța. În 1 ianuarie 2022 avea o populație de 1.590 de locuitori.